# Best of Scorpions Vol. 2
Best of Scorpions Vol. 2 è un album raccolta della band Hard rock/Heavy metal tedesca Scorpions.
Questo album, l'ennesimo tentativo della casa discografica RCA di sfruttare l'enorme successo raggiunto dalla band negli anni '80, si presenta come seguito della prima raccolta pubblicata oltre dieci anni prima ed intitolata The Best of Scorpions. Le canzoni inserite appartengono tutte al periodo in cui gli Scorpions erano rappresentati dalla RCA (e cioè dal 1974 al 1978) e costituiscono quanto ancora di valido era possibile inserire in una raccolta che non fosse già stato pubblicato nella prima. In mancanza di brani sufficienti, furono poi inserite canzoni già pubblicate nella precedente raccolta ma qui riproposte nella versione live dell'album Tokyo Tapes. 
La mossa commerciale si rivelò però poco azzeccata e questo album passò quasi inosservato. La RCA tuttavia continuò per tutta la durata degli anni '90 a pubblicare continuamente raccolte di questi brani, nonostante risultassero ormai datati e completamente fuori linea con quanto gli Scorpions stavano pubblicando in seguito.

## Tracce
1. Top of the Bill (Meine, Schenker) - 3:25
2. They Need a Million (Schenker, Meine) - 4:50
3. Longing for Fire (Roth) - 2:42
4. Catch Your Train (Schenker, Meine) - 3:32
5. Speedy's Coming (Live) (Schenker, Meine) - 3:37
6. Crying Days (Schenker, Meine) - 4:36
7. All Night Long (Live) - 3:43
8. This Is My Song (Schenker, Meine) - 4:14
9. Sun in My Hand (Roth) - 4:21
10. We'll Burn the Sky (Live) (Schenker, Dannemann) - 8:12

- Tracce 2, 8 da Fly to the Rainbow (1974)
- Tracce 1, 3, 9 da In Trance (1975)
- Tracce 4, 6 da Virgin Killer (1976)
- Tracce 5, 7, 10 da Tokyo Tapes (1979)